# Christian Darlet
Pour les articles homonymes, voir Darlet.
Pas d'image ? Cliquez ici

a Compétitions nationales et continentales officielles uniquement.

Christian Darlet, né le 16 décembre 1946 à Romans-sur-Isère, est un joueur  français de rugby à XV qui évolue au poste de talonneur. Après avoir effectué toute sa carrière de joueur avec l'Union sportive romanaise et péageoise, il devient ensuite entraîneur. Il est le père de l’arrière de l'AS Montferrand des années 1990, Gilles Darlet.

## Biographie
Formé au Rugby Club romanais et péagois, sous la houlette de Titou Serve, Christian Darlet migre en 1966 vers l'Union sportive romanaise et péageoise, le club phare de la ville. Il débute la même année en équipe fanion au poste de demi de mêlée puis de trois quart centre. Compte tenu de ses qualités techniques et de son tempérament de guerrier, son entraîneur Roger Gensane lui demande pour rendre service au club d'évoluer au poste de talonneur. Il occupe ce poste en tant que titulaire durant plus de dix saisons avec comme faits d'armes plusieurs participations aux phases finales du championnat de France dont le quart de finale en 1976 perdu contre Agen et la saison 1976-1977 qui se termine en demi-finale contre Perpignan au Stadium de Toulouse. En cette période faste, l'USRP participe également à plusieurs phases finales du Challenge Yves du Manoir dont une demi-finale perdue contre Montferrand en 1979. Joueur respecté, il symbolise le combat, la fierté, le dévouement et l'engagement de cette génération de joueurs[réf. nécessaire].
En 1979, il devient entraîneur de l'équipe B de l'USRP durant six saisons, période durant laquelle il obtient le titre de champion des Provinces. Après avoir acquis une belle expérience jalonnée de plusieurs participations aux 1/4 et 1/2 finales de ce championnat de France, il est approché par le club rival le Valence sportif pour entraîner l'équipe première du club avec Raoul Barrière. Fort de cette autre expérience au plus haut niveau et après deux saisons, il retournera sur les bords de l'Isère entraîner l'équipe première de l'USRP pour trois années avec Claude Courau, suivi de deux années seul aux commandes. Cette période marque l'histoire du club comme les dernières saisons au plus haut niveau. Pendant que le club romanais entame sa descente dans les divisions, Darlet poursuit sa passion en division 2 à Tournon puis Privas, enchaîne en Honneur à Saint-Donat-sur-l'Herbasse, Saint-Marcel pour terminer sa brillante carrière au club de ses débuts, le RC Roman avec lequel il réussit à gagner une finale du Championnat Honneur Drôme Ardèche durant ses dernières saisons d'entraîneurs. Il permet également au club romanais de la montée en troisième division. Durant cette période il est aussi l'homme de terrain de la sélection senior Drôme Ardèche de 1990 à 1997.Il finit sa carrière d'entraîneur à l'école de rugby de La Chapelle-en-Vercors, créée par Serge Saint André qui fit appel à lui pendant 3 saisons . Il a aujourd'hui tourné la page de cette belle histoire sportive pour se consacrer à sa famille et retrouver la joie de son autre passion, la pêche à la ligne.

## Clubs

### Joueur
- 1966-1979 : Union sportive romanaise et péageoise

### Entraîneur
- 1979-1986 : US romanaise et péageoise (Nationale B)
- 1986-1988 : Valence Sportif (Équipe 1)
- 1988-1993 : US romanaise et péageoise (Équipe 1)
- 1993-???? : US Tournon (Division 2)
- ????-???? : RC Privas (Division 2)
- : Saint Donat (promotion 1er serie)
- ????-???? : Saint Marcel (Honneur)
- ????-???? : RC Romans Péage (Honneur)
- 1990-1997 : Entraîneur de la sélection Drôme Ardèche
- 3 saisons à La Chapelle-en-Vercors

## Palmarès

### Joueur
- 1/4 finaliste du championnat de France en 1976
- 1/2 finaliste du championnat de France en 1977
- Demi-Finaliste Challenge Yves du Manoir en 1979

### Entraîneur
- 8 saisons en première division
- Champion des Provinces avec la B de l'USRP
- Finale Honneur Drôme Ardèche avec St Marcel
- Champion d'honneur Drôme Ardèche avec le RC Romans Péage
- Montée en 3e division avec le RC Romans Péage